# قانون ماغنيتسكي
قانون ماغنيتسكي هوَ مشروع قانون قُدّم من قبل الحزبين الديموقراطي والجمهوري في الكونغرس الأمريكي وصادقَ عليه الرئيس باراك أوباما في ديسمبر 2012. ينصُ القانون على مُعاقبة الشخصيات الروسية المسؤولة عن وفاة محاسب الضرائب سيرغي ماغنيتسكي في سجنه في موسكو عام 2009.
منذ 2016 والقانون مُفعّل على مستوى كل دول العالم مما يخولُ الحكومة الأمريكية فرضَ عقوبات على منتهكي حقوق الإنسان في كل أنحاء العالم من خلالِ تجميد أصولهم وحظرهم من دخول الولايات المتحدة وقد تمتدُ العقوبات لأمور أخرى.

## الخلفية
في عام 2009؛ توفيَ محاسب الضرائب الروسي سيرجي ماغنيتسكي في سجنه بموسكو وذلك بعد قيامه بتحقيقٍ معمق خلصَ فيه إلى سرقة محاسبي الضرائب لـ 230 مليون دولار من خزينة الدولة لكن الحكومة الروسيّة اتهمت ماغنيتسكي نفسه بالاحتيال وسرقة الأموال ثم احتجزتهُ ولفقت له هذه التهمة. أثناء وجوده في السجن؛ أُصيبَ ماغنيتسكي بالحصاة الصفراوية، التهاب البنكرياس والتهاب المرارة وذلك بسببِ ظروفه المزرية داخلَ السجن ثم رفضَ العلاج الطبي لعدّة أشهر احتجاجًا على ما تعرض ويتعرضُ له. بعد عام تقريبًا في السجن؛ تعرّض ماغنيتسكي للضرب حتى الموت أثناء الاحتجاز. في السياق ذاته؛ حاولَ بيل برودربارز وهو أمريكي المولد وصديق ماغنيتسكي نشرَ القضية ثم ضغطَ على باقي المسؤولين الأمريكيين لتمرير تشريع يفرضُ عقوبات على الأفراد المتورطين في عمليات الفساد. رفعَ بيل القضية إلى السيناتور بنيامين كاردن وجون ماكين اللذان اقترحَا مشروع القانون علَى الكونغرس.

## القانون
في حزيران/يونيو 2012؛ رفعت لجنة الشؤون الخارجية في الولايات المتحدة مشروع قانون سمّتهُ قانون سيرجي ماغنيتسكي للكونغرس. كانَ القصد الرئيسي من القانون هوَ معاقبة الساسة الروس المسؤولين عن وفاة سيرغي ماغنيتسكي من خلال حظر دخولهم إلى الولايات المتحدة ومنعهم من استخدامِ النظام المصرفي. تناولَ مجلس الشيوخ المشروع بقيادة السيناتور بن كاردين ثم راجعهُ لمدة أسبوع وتحدث فيه عن تصاعد التوترات في العلاقات الدولية.
بحلول تشرين الثاني/نوفمبر عام 2012؛ حظي القانون بشهرة كبيرة وذلك بعدما امتد لقوانين أخرى بما في ذلك قانون تطبيع التجارة مع روسيا ومولدوفا. في السادس من كانون الأول/ديسمبر من نفس العام صادقَ مجلس الشيوخ الأمريكي على نسخة من القانون وذلك بعد موافقة 92 نائبًا مُقابل رفض 4 فقط. وقّعَ الرئيس باراك أوباما على القانون في 14 كانون الأول/ديسمبر 2012.
في عام 2016؛ أصدرَ الكونغرس قانون ماغنيتسكي بعدما وسّع من بنوده حيث بات يسمحُ لحكومة الولايات المتحدة بمعاقبة المسؤولين الحكوميين الأجانب المتورطين في انتهاكات حقوق الإنسان في أي مكان في العالم بعدما كانَ يشملُ روسيا فقط في السابق.

## الاستقبال
وصفَ الأسترالي جيفري روبرتسون القانون بأنه «واحدٌ من أهم التطورات الجديدة في مجال حقوق الإنسان ... سيمكننا من تضييق الخناق على الأباراتشيك الذينَ ينتهكون حقوق الإنسان.» فيما ذكر نائب رئيس مجلس الدوما يفغيني فيودوروف «بأن الغرض الحقيقي من مشروع قانون ماغنيتسكي هوَ التعامل مع الشخصيات الرئيسية في قطاع الأعمال والحكومة بهدف دفغِ الاتحاد الروسي لاتباع السياسات الأمريكية.» في المُقابل ذكرت وزارة الداخلية في المملكة المتحدة أن بريطانيا تحظر السفر على من هم على القائمة السوداء بموجب التشريعات القائمة والتي تحظر دخول المتورطين في قضايا انتهاكات حقوق الإنسان.
أدانَ موقع العالم الاشتراكي الولايات المتحدة بعد سنها للقانون مؤكدًا على أنه مجردُ واقعية سياسية مشيرًا إلى أن واشنطن دعمت الكثيرَ من الجرائم والانتهاكات التي لا تُقارن معَ ما قامت به روسيا أو أي دولة أخرى.
في تموز/يوليو 2017 استضافَ فريد زكريا من خلال برنامجهِ فريد زكريا جي بي إس السيّد بيل برودر الذي ناقش قانون ماغنيتسكي ومواضيع متعلقة مثل سبب خشية بوتين من هذا القانون وعلاقته بالتدخل الروسي في الانتخابات الأمريكية وما إلى ذلك من مواضيع.

## القائمة السوداء
في 9 كانون الثاني/يناير 2017 وبموجب قانون ماغنيتسكي فقد فرضت وزارة الخزانة في الولايات المتحدة من خلال مكتب مراقبة الأصول الأجنبية عقوبات على كل من ألكسندر باستريكين، ديمتري كوفتون، ستانيسلاف غورديفسكي، غينادي ميلان وغيرهم ثم ثمّ إضافتهم للقائمة السوداء حيثُ جُمدت أصولهم لصالحِ المؤسسات المالية الأمريكة كما فُرض عليهم حظر الدخول إلى الولايات المتحدة.

## قضايا جدلية
قدّم الرئيس دونالد ترامب مذكرة إلى الكونجرس بشأن تنفيذ قانون 21 أبريل 2017. ففي مايو من نفسِ العام؛ دخلت السلطات الأمريكية في تسوية في قضية ضد شركة بريفيزون القابضة وهيَ واحدة من الشركات التي تُستخدم في غسل الأموال في روسيا. كانَ من المفروض –حسب قانون ماغنيتسكي– فرض عقوبات صارمة على هذه الشركة لكنّ إدارة ترامب دخلت في تسوية حصلت فيها على مبلغ 5.8 مليون دولار كغرامة.

## تدويل قانون ماغنيتسكي
في كانون الأول/ديسمبر 2016؛ أصدرَ الكونغرس قانونًا جديدًا عالميًا لمعالجة انتهاكات حقوق الإنسان على النطاق العالمي. يسمحُ هذا القانون لحكومة الولايات المتحدة بمعاقبة المسؤولين الحكوميين الفاسدين والمتورطين في الاعتداءات على حقوق البشر في أي مكان في العالم.
في أيلول/سبتمبر 2017؛ حدّدت مجموعة من المنظمات غير الحكومية خمسة عشر بلدًا –من بينها ثلاث دول عربية– تحدثُ فيها الجرائم والانتهاكات دونَ حسيب أو رقيب وهي: أذربيجان، البحرين، الصين، جمهورية الكونغو الديمقراطية، مصر، إثيوبيا، ليبيريا، المكسيك، بنما، روسيا، المملكة العربية السعودية، طاجيكستان، أوكرانيا، أوزبكستان وفيتنام.
في 21 ديسمبر من عام 2017؛ تمّ إضافة 13 اسمًا إلى قائمة العقوبات المفروضة على الأفراد وشملت هذه القائمة يحيى جامع الرئيس السابق لدولة غامبيا وروبرتو خوسيه ريفاس رييس رئيس نيكاراغوا. في اليوم الموالي؛ نشرت منظمة الأمريكيين من أجل الديمقراطية وحقوق الإنسان في البحرين بيانًا ذكرت فيه: «فشلت إدارة ترامب في القضايا المعروضة بشأن خطورة انتهاكات حقوق الإنسان التي يرتكبها المسؤولون الحكوميون في حقّ الشعب البحريني.»
في 12 يونيو/حزيران من عام 2018؛ فرضت وزارة الخزانة الأمريكية من خلال قانون ماغنيتسكي شلة من العقوبات على فيليكس باوتيستا عضو مجلس الشيوخ في جمهورية الدومينيكان وخمسة من شركاته وذلكَ بسبب تورطه في قضايا فساد كبيرة. جديرٌ بالذكر هنا أنّ باوتيستا وحسب ما قالته وزارة الخزانة فإنه قد حصل على رشاوى فيما يتعلقُ بمنصبه كعضوٍ في مجلس الشيوخ كما أنه شاركَ في قضايا فساد في دولة هايتي من خلال عمله بطريقة غير شرعية للحصول على عقود أشغال للمساعدة في إعادة بناء هايتي بعد العديد من الكوارث الطبيعية التي ضربتها.
في 5 يوليو من نفس العام؛ فرضت الخزانة مجددًا نفس العقوبات على ثلاث شخصيات إضافية من نيكاراغوا واحدٌ منهم هوَ مفوض الشرطة الوطنية فرانسيسكو خافيير دياز وسكرتير مكتبه ثمّ رئيس بلدية ماناغوا فيدل أنطونيو مورينو بريونيس لكونهم مسؤولين عن انتهاكات خطيرة لحقوق الإنسان في نيكاراغوا.
في الأول من أغسطس فرضت وزارة الخزانة الأمريكية عقوبات مسؤولين أتراك في حكومة أردوغان وهم وزير العدل عبد الحميد غول ووزير الداخلية سليمان سويلو وذلك بسببِ مشاركتهما في احتجاز القس الأمريكي أندرو برونسون. في السياق ذاته؛ ذكرَ دانيال غليزر المساعد السابق لوزير شؤون مكافحة تمويل الإرهاب في عهد الرئيس باراك أوباما: «من المؤكد انها المرة الأولى التي أستطيع أن أفكر في فرضِ الولايات المتحدة لعقوبات على حليف في حلف شمال الأطلسي ... لكنّ حجز شخص ما بصورة غير قانونية هو انتهاك لحقوق الإنسان وبالتالي فإنّ ما قامت به إدارة ترامب يندرج ضمنَ قانون ماغنيتسكي العالمي.»

## قانون ماغنيتسكي في بلدان أخرى
صدرت تشريعات مماثلة مستوحاة من قانون ماغنيتسكي في بلدان أخرى وهي:

### إستونيا
في 8 ديسمبر عام 2016؛ اقترحَ البرلمان الإستوني مشروع قانون جديدٍ مطابق تمامًا لقانون سيرجي ماغنيتسكي حيثُ يحظر على بعض الشخصيات دخول البلاد في حالة ما تبث ارتكابهم انتهاكات لحقوق الإنسان. أُقرّ القانون بالإجماع في البرلمان الإستوني مع بعض الإضافات بما في ذلك منع أي شخص من دخول البلاد في حالة ما كانت هناك معلومات أو سبب وجيه للاعتقاد أنّ هذا الشخص قد شاركَ في الأنشطة التي أسفرت عن انتهاك للحقوق.

### المملكة المتحدة
في 21 فبراير 2017؛ وافقَ مجلس العموم في المملكة المتحدة بالإجماع على تعديل قانون العقوبات من خلال إضافة بعض البنود المستوحاة من قانون ماغنيتسكي والتي من شأنها أن تسمح للحكومة بتجميد أصول منتهكي حقوق الإنسان في المملكة المتحدة. في الأول من مايو 2018؛ وافقَ مجلس العموم على القانون دونَ معارضة ويهدفُ القانون في جوهرهِ إلى فرض عقوبات على الأشخاص الذين يرتكبون انتهاكات جسيمة لحقوق الإنسان.

### كندا
بحلول مايو 2017؛ حذرت وزارة الخارجية الروسية دولة كندا من سنّ قانون مُشابهٍ لما قامت به الولايات المُتحدة. في السياقِ ذاته؛ ذكرَ الروس: «إذا وافقَ البرلمان الكندي على هذه العقوبات التشريعات فإنّ العلاقات بين بلدينا ستُعاني من تلفٍ كبير.» وفي الوقتِ ذاته ذكرت سي بي سي نيوز في كندا أن روسيا قد وضعت وزيرة خارجية كندا كريستيا فريلاند واثنَا عشر سياسيًا آخر في القائمة السوداء للكرملين ثم منعتهم من دخول روسيا بسبب الانتقادات الكندية الموجهة لروسيا وذلك بسببِ ما قامت به في أوكرانيا من خلالِ ضمها لشبه جزيرة القرم.
في 19 أكتوبر عام 2017؛ أقرّ البرلمان الكندي على مشروع القانون،  وذلكَ بعد تصويت بالإجماع في مجلس العموم حيث وافقَ عليه 277 عضوًا فيما لم يُعارضه أحد. اتهمَ رئيس روسيا فلاديمير بوتين كندا بأنها مجرد «لعبة سياسية».
استهدفَ قانون ماغنيتسكي في كندا 19 فنزويليًا وثلاث مسؤولين من جنوب السودان جنبًا إلى جنب مع 30 شخصية روسية.

### ليتوانيا
في التاسع من نوفمبر عام 2017 وافقَ برلمان ليتوانيا على مناقشة تعديلات قانون شبيه بقانون ماغنيتسكي في الولايات المتحدة. وافقَ 78 عضوًا على البرلمان فيما عارضهُ خمسة فتم الاتفاقُ المصادقة عليه يوم 16 نوفمبر عام 2017 بالإجماع.

### لاتفيا
في 8 فبراير عام 2018 وافقَ السايما (برلمان لاتفيا) على قانون عقوبات مستوحًا من قانون سيرجي ماغنيتسكي. ينصُ هذا القانون على حظر الأجانب من دخول البلاد في حالة ثبوتهم ارتكاب انتهاكات لحقوق الإنسان.